# Travailleurs et travailleuses unis de l'alimentation et du commerce, section locale 503 c. Compagnie Wal-Mart du Canada
 Travailleurs et travailleuses unis de l'alimentation et du commerce, section locale 503 c. Compagnie Wal-Mart du Canada est un arrêt de principe de la Cour suprême du Canada concernant les rapports collectifs du travail au Québec. 

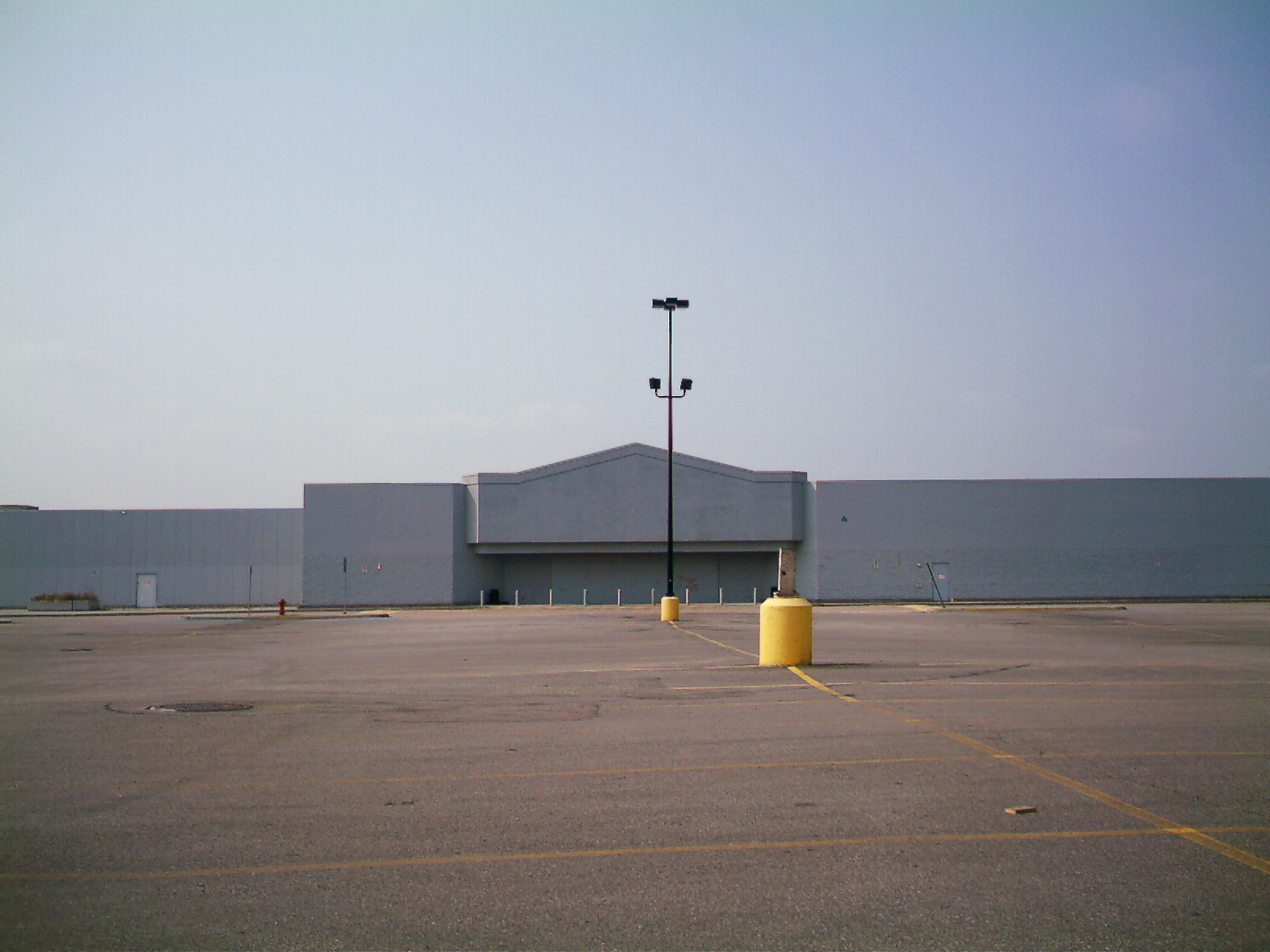
Ancien magasin Wal-Mart de Saguenay (arrondissement Jonquière), Saguenay-Lac-Saint-Jean, Québec.

## Les faits
Les employés de la succursale de Saguenay (arrondissement Jonquière), au Saguenay-Lac-Saint-Jean, ont formé le premier magasin Walmart complètement syndiqué en Amérique du Nord en 2004, avec le syndicat Travailleurs unis de l'alimentation et du commerce. Négociant une première convention collective avec leur employeur, ce dernier annonce la fermeture du magasin en mai 2005, affirmant que le magasin se trouve dans une situation financière précaire.

## Historique judiciaire antérieur
La Commission des relations du travail, la Cour supérieure du Québec et la Cour d'appel du Québec donnent raison à Walmart dans ce dossier. Toutefois, portée devant un tribunal d'arbitrage, la décision de licencier les employés du magasin de Jonquière fut jugée illégale le 22 septembre 2009. L'arbitre Jean-Guy Ménard a rendu son jugement en se basant sur l'article 59 du Code du travail québécois ainsi que sur l'absence de preuve de la situation déficitaire du magasin de Jonquière,. Le groupe a porté cette décision en appel. 
Le 27 novembre 2009, la Cour suprême du Canada a rendu un jugement en faveur de Walmart, précisant qu'une compagnie n'a pas l'obligation légale de préciser pourquoi elle ferme une succursale. La décision fut appuyée par 6 juges contre 3,. De plus, les tribunaux canadiens ont refusé la permission aux travailleurs d'entreprendre un recours collectif contre leur ancien employeur.
Le 2 décembre 2009, les professeurs Michel Coutu et Laurence Léa Fontaine, ainsi que l'avocat Georges Marceau, publient un article critiquant la décision de la Cour suprême dans le journal Le Devoir. Qualifiant l'arrêt de décevant, les auteurs soulignent, entre autres, l'absence étonnante de toute mention de la Charte des droits et libertés de la personne du Québec dans le jugement.
Le 6 octobre 2010, la Cour supérieure du Québec confirme la décision rendue en septembre 2009 par l'arbitre Jean-Guy Ménard et renvoie le dossier devant l'arbitre afin « d'établir un ou des redressements possibles advenant que ces parties ne réussissent pas à en convenir ». En juillet 2011, Walmart Canada a fait appel du jugement de la Cour supérieure et obtient gain de cause. 

## Décision
Finalement, le 27 juin 2014, la Cour suprême du Canada a déterminé que Walmart, en fermant ce magasin, a contrevenu à l'article 59 du Code du travail du Québec stipulant qu'il est interdit pour un employeur de modifier les conditions de travail de ses employés lors d'un processus de syndicalisation.
L'affaire se solde en mars 2015 avec l'accord de versement d'une indemnisation par Walmart envers ses anciens employés.